# 清初六大弊政
清初六大弊政，指清朝初年被漢人反對的六項政策。
公元1644年，明朝滅亡後，清兵入關，清政权成为中原的新统治者。统治初期，摄政王多尔衮先后颁布占房圈地令、剃发令、投充法、逃人法以及禁关令（禁止漢人進入山海關關外，滿清的“龍興之地”拓荒）、屠城，此六项被学者称之为清初六大弊政（另一种说法则为剃发、易服、圈地、占房、投充、逃人）。